# Carne artificial
Carne cultivada, também conhecida como carne de laboratório, carne de cultura ou ainda carne artificial, é a carne produzida por cultura de células in vitro de células animais, em vez de de animais abatidos. Ou seja, é uma carne que nunca foi parte de um animal vivo completo. A carne cultivada é produzida baseada em muitas das mesmas técnicas de engenharia de tecidos tradicionalmente usadas na medicina regenerativa. O conceito de carne cultivada foi popularizado por Jason Matheny no início de 2000 após a coautoria de um artigo seminal sobre a produção de carne cultivada e a criação da New Harvest, a primeira organização sem fins lucrativos do mundo dedicada a apoiar a pesquisa de carne in vitro.
Em 2013, Mark Post, um professor da Universidade de Maastricht, foi o primeiro a apresentar uma prova de conceito para carne cultivada, criando o primeiro hambúrguer cultivado diretamente de células. Desde então, vários protótipos de carne cultivada ganharam a atenção dos meios de comunicação de massa. Muitos biólogos alegam que esta tecnologia está pronta para uso comercial e simplesmente precisa de uma companhia para apoiar isso. Segundo estes, a produção de carne criada em laboratório poderia até mesmo ser mais barata que a carne comum, considerando que na carne tradicional, os custos incluem o crescimento do animal e a proteção ambiental (significando que há poucos pontos negativos associados à carne in vitro).
O processo de produção ainda tem muito espaço para melhorias, mas tem avançado em várias empresas. Suas aplicações levam a ter várias considerações morais, de saúde, ambientais, culturais e econômicas prospectivas em comparação com a carne convencional. Os grupos defensores dos animais são a favor da carne cultivada, pois ela não possui um sistema nervoso, e por isso não pode sentir dor. O objetivo da carne de laboratório não é atingir o público vegetariano, mas sim os "adoradores de carne". Eles procuram criar uma alternativa com bom preço, sabor agradável e valor nutricional compatível com o da carne natural. Tanto Brown quanto Post classificaram a criação de animais para a produção de carne como obsoleta e inimiga do ambiente. Um quinto das emissões globais de gases com efeito estufa está ligado à prática, que também consome muita água.
Em dezembro de 2020, Singapura tornou-se o o primeiro país do mundo a aprovar a comercialização de carne cultivada em laboratório.
Atualmente, uma das principais técnicas mais promissoras para o cultivo de carnes de laboratório é a bioimpressão. Utilizando-se de bioimpressoras de tecidos, pesquisadores células-tronco de animais para criar alimentos com texturas, cores e sabores semelhantes ao adquiridos da proteína animal. Após o cultivo das células, estas são adicionadas à uma pasta, conhecida como biotinta, que contém aditivos que permitem a sobrevivência do material orgânico e compostos que dão resistência e maleabilidade ao tecido que será impresso. Após a impressão, o material é deixado para crescer e se desenvolver até que atinja o ponto ideal para comercialização, onde estará perfeito para cozimento.
No entanto, a discussão sobre o futuro dessa inovadora técnica de produção de alimentos está longe de alcançar um consenso definitivo. Enquanto alguns enxergam seus benefícios como promessas revolucionárias, outros expressam preocupações sobre suas implicações a longo prazo. Uma das vantagens mais proeminentes é a sua capacidade de oferecer alimentos mais seguros para os consumidores. Ao eliminar a presença da Escherichia Coli e minimizar o risco de contaminação por antibióticos usados na criação de gado, essa abordagem pode ajudar a prevenir surtos de doenças transmitidas por alimentos. 
Além disso, a produção de alimentos utilizando essa técnica permite um controle mais preciso dos níveis de gordura e colesterol. Essa regulamentação não só contribui para a criação de produtos mais saudáveis, mas também ajuda a mitigar potenciais problemas de saúde associados ao consumo excessivo dessas substâncias.
Do outro lado da moeda, pode-se avaliar os argumentos contrários à implantação da técnica de carne cultivada. Alguns questionam os impactos no bem-estar animal e a perda de empregos no setor agrícola tradicional. Além disso, a dependência crescente da tecnologia pode levantar preocupações sobre a segurança alimentar em caso de falhas sistêmicas. No entanto, muitos defensores argumentam que essa técnica poderia desempenhar um papel crucial na alimentação global, especialmente à medida que enfrentamos desafios como a mudança climática e o crescimento populacional.
Assim, enquanto o potencial dessa técnica é inegável, seu futuro permanece sujeito a um intenso debate e avaliação de seus impactos tanto positivos quanto negativos.

## História
Em fevereiro de 2012 Mark Post, pesquisador da Maastricht University, nos Países Baixos, afirmou que apresentaria o primeiro hambúrguer de laboratório em agosto de 2012. Houve desavença entre grupos concorrentes durante uma apresentação conjunta na reunião da AAAS (Associação Americana para o Progresso da Ciência) em Vancouver, no Canadá A afirmação deu margem para que Patrick Brown, da Faculdade de Medicina da Universidade Stanford, nos Estados Unidos, criticasse o outro cientista. Brown afirmou que seu grupo trabalhava com um método mais eficiente e barato, e que já havia inclusive experimentado a carne cultivada.

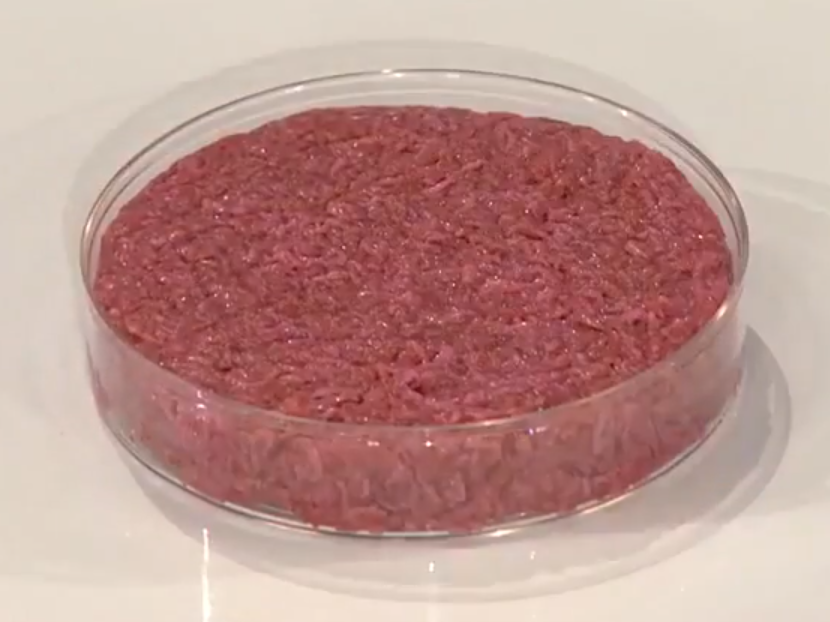
Primeira carne cultivada apresentada ao público em agosto de 2013.

No entanto, o primeiro hambúrguer in vitro apenas foi apresentado ao mundo um ano após o tempo previsto, em agosto de 2013, pela equipe de Mark Post. O primeiro restaurante a servir carne cultivada está em Israel.
Em dezembro de 2020, o governo de Singapura concedeu a Eat Just Inc., uma start-up de San Francisco, a aprovação regulatória para vender carne de frango produzida a partir de cultura celular de nuggets em biorreatores pela empresa californiana. Dessa forma, a cidade-estado asiática tornou-se o primeiro país do mundo a permitir a venda de carne cultivada.
Em 2021, as duas maiores empresas brasileiras de carne, BRF e JBS iniciaram investimentos em carne de cultura e podem chegar ao consumidor até 2024. A BRF investiu através da empresa israelita Aleph Farms, enquanto a JBS investiu através da empresa espanhola BioTech Foods. Também houve a iniciativa da startup brasileira Ambi Real Food em Porto Alegre.